# Saints and Soldiers : L'Honneur des paras
Série
Saints and Soldiers
(2003) Saints and Soldiers : Le Sacrifice des blindés
(2014)
Pour plus de détails, voir Fiche technique et Distribution.
Saints and Soldiers : L'Honneur des paras (Saints and Soldiers: Airborne Creed) est un film de guerre américain, réalisé par Ryan Little, sorti en salles en 2012. 

## Synopsis
Le 517e régiment de parachutistes américain saute lors du débarquement de Provence le 15 août 1944. Trois de ses hommes se retrouvent isolés derrière les lignes de l'armée allemande dans la région de Fréjus et doivent aller vers Les Arcs (Var) rejoindre le gros de la troupe.
A une intersection ils se retrouvent opposés à des soldats allemands qui sont tués. Leur supérieur le capitaine Erich Neumann parvient à prendre la fuite mais est rattrapé par Jones...
Emilie, une résistante française qui vient de perdre son père fusillé par un peloton d'exécution commandé par le Hauptmann Neumann, croise le  chemin des trois parachutistes et leur demande de l'aide pour libérer ses camarades retenus prisonniers non loin de là.
Les prisonniers libérés, la petite troupe se dirige vers Les Arcs et arrête une Jeep avec à son bord un lieutenant et un soldat américains. Les deux qui sont en réalité des espions allemands sont vite démasqués et interrogés par le sergent Jones puis exécutés par les résistants.
Ils attaquent ensuite une colonne allemande de blindés et d'infanterie. Au cours de l'attaque Rossi et Jones sont grièvement blessés tous les autres trouvent la mort. Le Hauptmann Neumann, qui avait été épargné par Jones, trouve Rossi et après quelques hésitations, le soigne tant bien que mal puis décède de ses propres blessures. 
Le lendemain pris en charge par une patrouille US, Rossi transporté et soigné à l'infirmerie retrouve Émilie.

## Fiche technique
- Titre : Saints and Soldiers : L'Honneur des paras
- Titre original : Saints and Soldiers: Airborne Creed
- Réalisation : Ryan Little
- Scénario : Lincoln Hoppe, Lamont Gray
- Direction artistique :
- Décors :
- Costumes :
- Montage : Burke Lewis, Rhett Lewis
- Musique : J. Bateman
- Photographie : Ryan Little
- Son :
- Production : Adam Abel
- Sociétés de production : Go Films, Koan Films
- Sociétés de distribution : Purdie Distribution
- Pays d’origine :  États-Unis
- Budget :
- Langue originale : anglais
- Durée : 94 minutes
- Format : Couleurs
- Genre : Guerre
- Dates de sortie :

 États-Unis : 15 août 2012
 France : 13 octobre 2012

## Distribution
- Corbin Allred : Soldat James Rossi
- David Nibley : Sergent Caleb Jones
- Jasen Wade : Caporal Harland « Bud » Curtis
- Virginie Fourtina Anderson : Émilie
- Lincoln Hoppe : Hauptmann Erich Neumann
- Trenton James : soldat Gates
- Chris Provost : soldat Pinder
- Nichelle Aiden : Charlotte
- Loic Anthian : Philippe
- Lance Otto : Jacques
- Ivan R. Bird : Jean (partisan français #2)
- Rick Macy : Antoine

## Analyse
Ce film fait suite à Saints and Soldiers (2003) du même réalisateur, décrivant également un épisode réel de la Seconde Guerre mondiale (la bataille des Ardennes) vu du point de vue d'un petit groupe de soldats américains. Toutefois les personnages sont différents d'un film à l'autre.
Il sera suivi par Saints and Soldiers, le sacrifice des blindés (2014) qui raconte une histoire similaire se déroulant au printemps 1945. Les personnages sont encore différents : ce sont des tankistes qui combattent les derniers chars allemands opérationnels.
Le sujet des parachutistes américains est devenu très populaire après les succès du film Il faut sauver le soldat Ryan (1998) de Steven Spielberg et de la série télévisée Band of Brothers (2001) co-produite par Spielberg et l'acteur Tom Hanks, vedette du film. Toutefois, les parachutistes dépeints dans le film et la série appartenaient au 506th PIR et participaient au débarquement de Normandie. Plusieurs des scènes de Saints and Soldiers, l'honneur des Paras sont très similaires : 
- l'errance dans la campagne française des parachutistes largués au mauvais endroit ;
- l'embuscade contre un convoi ennemi (Band of Brothers Épisode 2 : Jour J) ;
- la destruction d'un char d'assaut avec les moyens de fortune dont dispose l'infanterie dépourvue de canon antichar : une mine magnétique qu'il faut coller directement sur le blindage du char (Il faut sauver le soldat Ryan).